# Néhourou
Néhourou, également dénommé Nohoro, est une localité située dans le département de Toéni de la province du Sourou dans la région de la Boucle du Mouhoun au Burkina Faso.

## Géographie
Néhourou est une petite ville-frontière située à la frontière entre le Burkina Faso et le Mali, traversée par la route nationale 21. Elle comptait 1 694 habitants en 2012[réf. nécessaire].

## Santé et éducation
Le village possède une école primaire publique.